# 图卡·拉斯克
图卡·拉斯克（芬蘭語：Tuukka Rask，1987年3月10日—），生于萨翁林纳，芬兰男子冰球运动员。他曾代表芬兰国家队参加2014年冬季奥林匹克运动会冰球比赛，获得一枚铜牌。